# Diocles de Caristo
Diocles de Caristo (en griego antiguo, Διοκλῆς ὁ Καρύστιος) fue un importante médico griego que vivió en el siglo IV a. C.  Nació en Caristo (Eubea), y desarrolló su carrera médica en los años siguientes al esplendor de la escuela hipocrática. El propio Plinio el Viejo afirma que Diocles sigue a Hipócrates en edad y fama.
Se conocen pocos datos de su vida, aparte de que vivió en Atenas, donde escribió el primer tratado médico en dialecto ático (no en jónico, como era costumbre en las obras médicas griegas). Su obra más importante trataba sobre medicina práctica, especialmente en relación con la dietética y la nutrición anticipadas por Hipócrates, pero también escribió el primer libro de texto sistemático sobre anatomía animal.  
Perteneció a la escuela dogmática y escribió varios ensayos médicos de los que sólo se conservan el título y algunos fragmentos recopilados por Galeno, Oribasio de Pérgamo, y otros médicos de los períodos romano y bizantino. 
El fragmento más largo es una carta al rey Antígono titulada Una carta sobre cómo preservar la salud (Ἐπιστολή προφυλακτική), incluida por Pablo de Egina al final del primer libro de su enciclopedia médica, y que, de ser auténtica, habría sido dirigida a Antígono I, rey de Macedonia, muerto en 301 a. C., a la edad de ochenta años, en la batalla de Ipso, tras un reinado de cuarenta y cuatro años. El contenido de la carta es similar al de otras epístolas atribuidas a Hipócrates, y versa sobre la dieta recomendada para las diferentes estaciones del año. 
Algún autor ha atribuido a Diocles ser el primero en explicar las diferencias entre las venas y las arterias.